# Пан-де-Гуайбон
Пан-де-Гуайбон (ісп. Pan de Guajaibón) — гора в Центральній Америці (Північна Америка), висотою — 699 метрів. Розташована в західній частині острова Куба, в провінції Пінар-дель-Ріо. Третя за висотою вершина Республіки Куби.

## Географія
Гора розташована в північній частині гірського хребта Гуанігуаніко. На південь від гори розпочинається національний парк «La Güira». На схилах вершини є система печер, які містять археологічні артефакти. На вершині гори встановлено бюст Антоніо Масео Грахалес — одного з керівників боротьби кубинського народу за незалежність від іспанського панування.
На північних схилах гори, поряд зі струмками зустрічається пальма petate, яка відноситься до виду coccothrinax crinita, її висота становить від 8 до 10 метрів, а стовбур діаметром до 20 см, з надзвичайно важкою, щільною деревиною. Вона часто зустрічаються в лісах цього регіону, а також тут ростуть різні чагарники і трав'янисті рослини, які нараховують до 34 % видів ендеміків. Тваринний світ характеризується великою кількістю різноманітних і науково значимих видів, в тому числі більш ніж 50 видів птахів, серед них кубинський трогон, кубинський тоді, солов'ї та птиці carpenters.
Гора має два піки, з яких західний найвищий, висотою 699 метрів над рівнем моря. Відносна висота — також близько 699 м.

### Клімат
В регіоні переважає клімат савани. Середньорічна температура в районі гори становить 22 °С. Найтепліший місяць травень, коли середня температура сягає 24 °C, а найхолодніший — грудень, з 20 °С. Середньорічна кількість опадів становить 1819 міліметрів. Дощовий місяць червень, в середньому 380 мм опадів, а посушливий — лютий, з 48 мм опадів.